# دره مردگان
دره مردگان (به اسپانیایی: Malnazidos) یک فیلم زامبی و اکشن محصول سال ۲۰۲۰ سینمای اسپانیا به کارگردانی خاویر رویز کالدرا و آلبرتو دی تورو است ماجرای فیلم در جنگ داخلی اسپانیا اتفاق می‌افتد. بازیگران اصلی میکی اسپاربه، آئورا گاریدو، لوئیس کایخو، آلوارو سروانتس، خسوس کاروسا و ماریا بوتو هستند.

## داستان
در سال ۱۹۳۸، در طول جنگ داخلی اسپانیا. پس از ظهور زامبی‌ها در نتیجه استقرار جنگ بیولوژیک توسط نازی شوتزستافل بر روی ساکنان یک دهکده کوچک، نیروهای جمهوری‌خواه و فرانکوئیست خود را مجبور می‌کنند که به‌طور موقت با یکدیگر متحد شوند تا با زامبی مقابله کنند.

## انتشار فیلم
این فیلم اولین بار در ۸ اکتبر ۲۰۲۰ در پنجاه و سومین جشنواره فیلم سیتخس به نمایش درآمد.
در ابتدا قرار بود در ۲۲ ژانویه ۲۰۲۱ در اسپانیا اکران شود، اکران به دلیل همه‌گیری کووید-۱۹ به ۲۴ سپتامبر ۲۰۲۱ موکول شد، که باعث شد تمام عناوین سینمای در انتظار اکران در سینماها کنار گذاشته شوند. دوباره به تعویق افتاد، انتشار آن در نهایت برای ۱۱ مارس ۲۰۲۲ مجدداً برنامه‌ریزی شد.